# Krzysztof Kosior
Krzysztof Kosior (ur. 24 czerwca 1956) – polski religioznawca, specjalista w dziedzinie studiów nad buddyzmem i tradycji dalekowschodnich, doktor habilitowany nauk humanistycznych w zakresie filozofii, profesor uczelni Uniwersytetu Marii Curie-Skłodowskiej w Lublinie.

## Życiorys
Studiował pod kierunkiem prof. Tadeusza Margula. W latach 2000–2019 był kierownikiem Zakładu Religioznawstwa i Filozofii Dawnej na Wydziale Filozofii i Socjologii UMCS. Doktorat z filozofii, zatytułowany Antynomie ludzkiego działania. Aksjologia Th. Szasza i R.D. Lainga obronił w 1990. Habilitował się w 2000 na podstawie rozprawy z zakresu buddologii pt. Droga środkowa w Nikajach.
W 2008, obok prof. Marii Krzysztofa Byrskiego był jednym z dwóch recenzentów podczas procedury nadania doktoratu honoris causa Uniwersytetu Jagiellońskiego Dalajlamie XIV.
Wypromował 17 doktorów.

## Wybrane publikacje
Książki autorskie i redagowane:
- Odkrywanie dharmy (red.), Daimonion, Lublin 1993
- Droga środkowa w Nikajach, Wydawnictwo Uniwersytetu Marii Curie-Skłodowskiej, Lublin 1999
- Budda, Wydawnictwo WAM, Kraków 2007

Przekłady:
- E. Fromm, Dogmat Chrystusa i inne pisma religioznawcze, tłum. K. Kosior, J. Mizińska, J. Miziński, M. Pacyna, L. Siniugina, Wydawnictwo Test, Lublin 1992